# Ole Werner
Ole Werner (Preetz, Alemania Occidental; 4 de mayo de 1988) es un exfutbolista y entrenador alemán. Actualmente dirige al RB Leipzig de la Bundesliga.

## Trayectoria
Como futbolista, se desempeñaba de centrocampista y pasó su carrera en los clubes amateur del  Holstein Kiel y el TSV Kropp, cual fue su último club en 2009 en su corta carrera.
Tras su retiro se mudó a Australia durante un año, donde trabajó como jardinero. A su regreso a Alemania, Werner comenzó a estudiar economía, sin embargo antes de graduarse comenzó su carrera como entrenador.
En 2013 fue nombrado entrenador de las juveniles del Holstein Kiel, escalando a segundo entrenador del primer equipo, entrenador del segundo equipo y finalmente en 2019 primer entrenador. Dejó el club en septiembre de 2021 luego de una racha de 4 derrotas en 9 encuentros.
El 28 de noviembre de 2021, fue nombrado entrenador del Werder Bremen. En mayo de 2022, devolvió al equipo a la máxima categoría después de vencer al Regensburg por 2-0 en la última jornada. Confirmado al frente del conjunto alemán también la temporada siguiente, consiguió una cómoda salvación, terminando 13º, mientras que en las dos campañas siguientes estuvo cerca de obtener un lugar para disputar copas internacionales, cosechándose un noveno puesto en la 2023-24 y un octavo puesto en 2024-25. El 27 de mayo de 2025, fue relevado de sus funciones luego de que se negara a extender su contrato.
El 24 de junio de 2025, fue oficializado como técnico del RB Leipzig.

## Clubes

### Como jugador
| Club             | País     | Año       |
| ---------------- | -------- | --------- |
| Holstein Kiel II | Alemania | 2006-2007 |
| Holstein Kiel    | Alemania | 2007-2008 |
| TSV Kropp        | Alemania | 2008-2009 |

### Como entrenador
| Club                     | País     | Año           |
| ------------------------ | -------- | ------------- |
| Holstein Kiel II         | Alemania | 2014-2019     |
| Holstein Kiel (interino) | Alemania | 2016          |
| Holstein Kiel            | Alemania | 2019-2021     |
| Werder Bremen            | Alemania | 2021-2025     |
| RB Leipzig               | Alemania | 2025-presente |

## Estadísticas como entrenador
| Equipo                      | Div.                | Temporada           | Liga | Liga | Liga | Liga | Liga |    | Copa | Copa | Copa | Copa |   | Internacional | Internacional | Internacional | Internacional | Internacional |   | Otros | Otros | Otros | Otros |     | Totales     | Totales | Totales | Totales | Totales | Totales | Totales | Totales |
| Equipo                      | Div.                | Temporada           | PD   | G    | E    | P    | Pos. | PD | G    | E    | P    | PD   | G | E             | P             | Pos.          | PD            | G             | E | P     | PD    | G     | E     | P   | Rendimiento | GF      | GC      | Dif.    |         |         |         |         |
| --------------------------- | ------------------- | ------------------- | ---- | ---- | ---- | ---- | ---- | -- | ---- | ---- | ---- | ---- | - | ------------- | ------------- | ------------- | ------------- | ------------- | - | ----- | ----- | ----- | ----- | --- | ----------- | ------- | ------- | ------- | ------- | ------- | ------- | ------- |
| Holstein Kiel II · Alemania | 5.ª                 | 2014-15             | 16   | 12   | 1    | 3    | 2.º  | -  | -    | -    | -    | -    | - | -             | -             | -             | -             | -             | - | -     | 16    | 12    | 1     | 3   | 77.08%      | 40      | 17      | +23     |         |         |         |         |
| Holstein Kiel II · Alemania | 5.ª                 | 2015-16             | 34   | 20   | 8    | 6    | 3.º  | -  | -    | -    | -    | -    | - | -             | -             | -             | -             | -             | - | -     | 34    | 20    | 8     | 6   | 66.66%      | 76      | 31      | +45     |         |         |         |         |
| Holstein Kiel II · Alemania | 5.ª                 | 2016-17             | 32   | 19   | 7    | 6    | Inc. | -  | -    | -    | -    | -    | - | -             | -             | -             | -             | -             | - | -     | 32    | 19    | 7     | 6   | 66.67%      | 68      | 33      | +35     |         |         |         |         |
| Holstein Kiel · Alemania    | 3.ª                 | 2016-17             | 1    | 1    | 0    | 0    | Int. | 1  | 1    | 0    | 0    | -    | - | -             | -             | -             | -             | -             | - | -     | 2     | 2     | 0     | 0   | 100%        | 5       | 0       | +5      |         |         |         |         |
| Holstein Kiel II · Alemania | 5.ª                 | 2017-18             | 30   | 18   | 7    | 5    | 2.º  | -  | -    | -    | -    | -    | - | -             | -             | -             | 3             | 2             | 1 | 0     | 33    | 20    | 8     | 5   | 68.69%      | 77      | 29      | +48     |         |         |         |         |
| Holstein Kiel II · Alemania | 4.ª                 | 2018-19             | 34   | 12   | 9    | 13   | 10.º | -  | -    | -    | -    | -    | - | -             | -             | -             | -             | -             | - | -     | 34    | 12    | 9     | 13  | 44.11%      | 51      | 51      | +0      |         |         |         |         |
| Holstein Kiel II · Alemania | 4.ª                 | 2019-20             | 9    | 6    | 1    | 2    | Inc. | -  | -    | -    | -    | -    | - | -             | -             | -             | -             | -             | - | -     | 9     | 6     | 1     | 2   | 70.37%      | 22      | 19      | +3      |         |         |         |         |
| Holstein Kiel II · Alemania | Total               | Total               | 155  | 87   | 33   | 35   | -    | -  | -    | -    | -    | -    | - | -             | -             | -             | 3             | 2             | 1 | 0     | 158   | 89    | 34    | 35  | 63.5%       | 334     | 180     | +154    |         |         |         |         |
| Holstein Kiel · Alemania    | 2.ª                 | 2019-20             | 28   | 10   | 8    | 10   | 11.º | 1  | 0    | 1    | 0    | -    | - | -             | -             | -             | -             | -             | - | -     | 29    | 10    | 9     | 10  | 44.82%      | 49      | 47      | +2      |         |         |         |         |
| Holstein Kiel · Alemania    | 2.ª                 | 2020-21             | 34   | 18   | 8    | 8    | 3.º  | 5  | 2    | 2    | 1    | -    | - | -             | -             | -             | 2             | 1             | 0 | 1     | 41    | 21    | 10    | 10  | 59.35%      | 72      | 49      | +23     |         |         |         |         |
| Holstein Kiel · Alemania    | 2.ª                 | 2021-22             | 7    | 1    | 2    | 4    | Inc. | 1  | 1    | 0    | 0    | -    | - | -             | -             | -             | -             | -             | - | -     | 8     | 2     | 2     | 4   | 33.33%      | 11      | 18      | -7      |         |         |         |         |
| Holstein Kiel · Alemania    | Total               | Total               | 70   | 30   | 18   | 22   | -    | 8  | 4    | 3    | 1    | -    | - | -             | -             | -             | 2             | 1             | 0 | 1     | 80    | 35    | 21    | 24  | 52.5%       | 137     | 114     | +23     |         |         |         |         |
| Werder Bremen · Alemania    | 2.ª                 | 2021-22             | 19   | 13   | 4    | 2    | 2.º  | -  | -    | -    | -    | -    | - | -             | -             | -             | -             | -             | - | -     | 19    | 13    | 4     | 2   | 75.44%      | 44      | 21      | +23     |         |         |         |         |
| Werder Bremen · Alemania    | 1.ª                 | 2022-23             | 34   | 10   | 6    | 18   | 13.º | 2  | 1    | 1    | 0    | -    | - | -             | -             | -             | -             | -             | - | -     | 36    | 11    | 7     | 18  | 37.04%      | 55      | 67      | -12     |         |         |         |         |
| Werder Bremen · Alemania    | 1.ª                 | 2023-24             | 34   | 11   | 9    | 14   | 9.º  | 1  | 0    | 0    | 1    | -    | - | -             | -             | -             | -             | -             | - | -     | 35    | 11    | 9     | 15  | 40%         | 50      | 57      | -7      |         |         |         |         |
| Werder Bremen · Alemania    | 1.ª                 | 2024-25             | 34   | 14   | 9    | 11   | 8.º  | 4  | 3    | 0    | 1    | -    | - | -             | -             | -             | -             | -             | - | -     | 38    | 17    | 9     | 12  | 52.63%      | 60      | 60      | +0      |         |         |         |         |
| Werder Bremen · Alemania    | Total               | Total               | 121  | 48   | 28   | 45   | -    | 7  | 4    | 1    | 2    | -    | - | -             | -             | -             | -             | -             | - | -     | 128   | 52    | 29    | 47  | 48.18%      | 209     | 205     | +4      |         |         |         |         |
| RB Leipzig · Alemania       | 1.ª                 | 2025-26             | 0    | 0    | 0    | 0    | -    | 1  | 1    | 0    | 0    | -    | - | -             | -             | -             | -             | -             | - | -     | 1     | 1     | 0     | 0   | 100%        | 4       | 2       | +2      |         |         |         |         |
| RB Leipzig · Alemania       | Total               | Total               | 0    | 0    | 0    | 0    | -    | 1  | 1    | 0    | 0    | -    | - | -             | -             | -             | -             | -             | - | -     | 1     | 1     | 0     | 0   | 100%        | 4       | 2       | +2      |         |         |         |         |
| Total en su carrera         | Total en su carrera | Total en su carrera | 346  | 165  | 79   | 102  | -    | 16 | 9    | 4    | 3    | -    | - | -             | -             | -             | 5             | 3             | 1 | 1     | 367   | 177   | 84    | 106 | 55.86%      | 684     | 501     | +183    |         |         |         |         |
| 1. 2.                       |                     |                     |      |      |      |      |      |    |      |      |      |      |   |               |               |               |               |               |   |       |       |       |       |     |             |         |         |         |         |         |         |         |

### Resumen por competiciones
| Competición                 | Partidos | Ganados | Empatados | Perdidos | %      | Resultado        |
| --------------------------- | -------- | ------- | --------- | -------- | ------ | ---------------- |
| Oberliga Schleswig-Holstein | 112      | 69      | 23        | 20       | 68.46% | Subcampeón       |
| Regionalliga Nord           | 46       | 20      | 11        | 15       | 51.45% | 10.º lugar       |
| 3. Liga                     | 1        | 1       | 0         | 0        | 100%   | 9.º lugar        |
| 2. Bundesliga               | 90       | 43      | 22        | 25       | 55.93% | Subcampeón       |
| Bundesliga                  | 102      | 35      | 24        | 43       | 42.15% | 8.º lugar        |
| Copa de Schleswig-Holstein  | 1        | 1       | 0         | 0        | 100%   | Cuartos de final |
| Copa de Alemania            | 15       | 8       | 4         | 3        | 62.22% | Semifinales      |
| TOTAL                       | 367      | 177     | 84        | 106      | 55.86% | Sin Títulos      |